# Auguste André Lançon
André Lançon, llamado Auguste Lançon a partir de 1872, nació en Saint-Claude (Jura) en 1836, fallecido en París en 1887, fue un pintor, grabador y escultor francés.

## Datos biográficos
Estudió en la école des Beaux-Arts de Lyon y finalizó sus estudios en París. Se convirtió en escultor animalista por admiración hacia las obras de Antoine-Louis Barye. Lançon expone sus obras por primera vez en el Salón de París en 1861 y hasta 1870.
Durante la guerra franco-alemana fue sargento de un batallón. Vinculado a la Comuna de París, es encarcelado durante seis meses. Tras su liberación, cambia su nombre , y desde ese momento se hace llamar Auguste Lançon. Se convierte en pintor militar y participa en la guerra de los Balcanes en 1877. Grabó bastantes agua fuertes ilustrando las escenas de guerra que había presenciado .